# Lei de Godwin

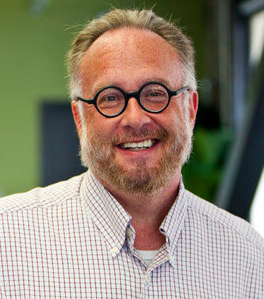
O advogado e escritor Mike Godwin cunhou a lei que leva seu nome em 1990, na Usenet.

A lei de Godwin, também conhecida como regra  de Godwin das analogias nazistas (em inglês Godwin's law ou Godwin's Rule of Nazi analogies), é um moto de cunho satírico criado em 1990, pelo advogado americano Mike Godwin, e utilizado na Internet, segundo o qual:
"À medida que  uma discussão online se alonga, a probabilidade de surgir uma comparação envolvendo Adolf Hitler ou os nazistas tende a 100%."
Tal comparação costuma aparecer independentemente do tema em questão, sendo porém  mais frequente em discussões sobre política ou religião. Tradicionalmente, nas listas  e nos fóruns de discussão, há um consenso de que a comparação com Hitler (ou com os nazistas) é introduzida  no momento (o chamado "ponto Godwin") em que o contendor já esgotou todos os argumentos razoáveis, ou seja, quem se utiliza dela é aquele que, de fato, perdeu a discussão. Por essa razão, na prática, a lei de Godwin acaba por determinar o limite para discussões aparentemente intermináveis.
Godwin distingue sua "lei" do pseudolatinismo irônico reductio ad Hitlerum, introduzido no início dos anos 1950 pelo filósofo Leo Strauss (embora o próprio conceito fosse bem anterior) para explicar que o fato de Hitler ter partilhado de uma dada opinião não era razão suficiente para refutá-la. Já a lei de Godwin  introduz a ideia de que esse tipo argumento é inevitável quando uma discussão se prolonga indefinidamente. Godwin conta que introduziu sua lei em 1990, não com a intenção de articular uma falácia, mas de produzir um experimento memético, visando reduzir a incidência de comparações hiperbólicas inadequadas. "Embora deliberadamente formulada como se fosse uma lei da natureza ou uma lei matemática, seu propósito sempre foi retórico e pedagógico".
No contexto da ascensão do neofascismo e intensificação de discussões na internet no Brasil e no mundo, o advogado Mike Godwin se manifestou a favor do movimento Ele Não (fazendo oposição a Jair Bolsonaro), afirmando que seria "ok" chamar Bolsonaro de nazista.